# Brevitrygon
Brevitrygon es un género de mantarrayas de la familia Dasyatidae del Indo-Pacífico . Estas especies se encontraban anteriormente clasificadas dentro del género Himantura . 

## Especies
- Brevitrygon heterura ( Bleeker, 1852) - Raya látigo enana.
- Brevitrygon imbricata ( Bloch & Schneider 1801) - Raya látigo escamosa.
- Brevitrygon javaensis (Last & White, 2013) - Raya látigo de Java.
- Brevitrygon manjajiae Last, Weigmann & Naylor, 2024[2] - Raya látigo de cola tipo sándwich.
- Brevitrygon walga (Müller & Henle, 1841) - Raya látigo de Bengala.